# Avalonys
Avalonys ou parc Avalonys était un projet de parc à thèmes autour des légendes arthuriennes. Le parc avait au départ la possibilité de s'implanter en Ille-et-Vilaine sur la commune de Guipry-Messac. À la suite des nombreuses pressions des syndicats agricoles et des riverains et fautes d'informations concrètes et sérieuses, les élus communautaires ont cessé de soutenir le projet. La société Enez Aval a préféré abandonner ses ambitions pour tenter l'aventure au château du Rocher-Portail près de Fougères. La société Enez Aval et Safea Venture ont été mis en liquidation judiciaire. 
Depuis, Safea Venture a changé de présidence : M. Nicolas Bideaux a remplacé M. Aurélien Loro. La société se nomme désormais Seizh Breizh et a déménagé de Pleumeur-Bodou pour installer son siège social sur Fougères.

## Le projet
Le projet de parc était porté par l'entreprise Enez Aval (société en liquidation judiciaire en juin 2018) et son président-directeur général, Aurélien Loro. L'ambition du parc était de créer un univers mêlant attractions, spectacles, réalité augmentée, etc., autour de l'imaginaire arthurien. Le budget du parc était annoncé à 100 millions d'euros,.

## Réactions
L'annonce de ce projet a suscité de nombreuses réactions de la part d'associations, organisations et personnalités.

### Réactions favorables au parc
Les élus locaux et notamment Joël Sieller, le président de Vallons de Haute-Bretagne Communauté, pour qui le parc pouvait être vecteur de développement économique, avaient réagi favorablement à la création de ce parc. Les chiffres avancés étaient la création de 50 emplois à temps complet et 150 saisonniers. Une association de soutien au projet avait été formée, Oui à Arthur.

### Réactions hostiles au projet
De nombreuses organisations agricoles comme la FDSEA ou la Confédération paysanne militent contre l'artificialisation et la bétonisation des terres agricoles. De plus, selon eux, la création du parc détruirait une activité agricole pérenne au profit d'emplois précaires. Une autre critique portée par Le Peuple breton est la folklorisation de l'Histoire de la Bretagne et de la culture bretonne. Une association hostile au projet a également été formée, la P.U.C.E. (L'Association citoyenne qui se pique d'urbanisme, de culture et d’environnement).